# Мерченаско
Мерченаско (итал. Mercenasco) — коммуна в Италии, располагается в регионе Пьемонт, в провинции Турин.
Население составляет 1265 человек (2008 г.), плотность населения составляет 105 чел./км². Занимает площадь 12 км². Почтовый индекс — 10010. Телефонный код — 0125.
Покровительницей коммуны почитается святая равноапостольная Мария Магдалина, празднование 22 июля.

## Демография
Динамика населения:

## Администрация коммуны
- Официальный сайт: http://www.comune.mercenasco.to.it/